# Laura Dockrill
Laura Lee Dockrill (Brixton, 28 de maio de 1986) é uma autora ilustradora, poeta performática e contista britânica.
Dockrill nasceu e cresceu em Brixton, e frequentou a BRIT School for Performing Arts and Technology em Croydon, onde era amiga das cantoras Kate Nash e Adele. Ela inspirou a canção de Adele, "My Same", de seu álbum de estreia, 19, depois de se desentenderem e reatado a amizade posteriormente, assim como o poema de Nash "Pistachio Nut".

## Livros
- Mistakes in the Background (HarperCollins, 2008)
- Ugly Shy Girl (HarperCollins, 2009)
- Echoes (HarperCollins, 2010)
- What Have I Done? Motherhood, Mental illness & Me (Square Peg, 2020)
- I Love You, I Love You, I Love You (HQ, 2024)

## Livro infantis
- Darcy Burdock (Random House, 2014)
- Lorali (Hot Key Books, 2015)
- Aurabel (Hot Key Books, 2017)
- My Mum's Growing Down (Faber & Faber, 2017)
- Big Bones (Hot Key Books, 2018)
- Angry Cookie (Walker Books, 2018)
- Robin Hood (Samuel French, 2018)
- My ideal boyfriend is a croissant (2019)
- Sequin and Stitch (Barrington Stoke, 2020)
- Butterfly Brain (Templar Publishing, 2020)
- The Lipstick (Walker Books, 2021)